# 君へカケル
君へカケル(きみへカケル)は2004年10月20日に発売されたthe BOOGIE JACK3枚目のシングル。

## 収録曲
1. 君へカケル
2. Mr.クラッカー
3. THE BOOGIE JACKの目覚ましウタ